# Fayet-Ronaye
Fayet-Ronaye település Franciaországban, Puy-de-Dôme megyében. Lakosainak száma 107 fő (2022. január 1.). Fayet-Ronaye Chassignolles, Saint-Vert, Doranges, Peslières, Saint-Bonnet-le-Bourg, Saint-Germain-l’Herm és Saint-Martin-d’Ollières községekkel határos.

## Népesség
A település népességének változása:
| Lakosok száma | 102  | 104  | 113  | 106  | 106  | 106  | 107  | 107  | 107  |
|               | 2013 | 2015 | 2016 | 2017 | 2018 | 2019 | 2020 | 2021 | 2022 |